# Ekonomika Kanady
Kanada je 11. největší ekonomikou dle nominalního HDP a 15. dle parity kupní síly. Jde o jednu z nejbohatších zemí; je také členem OECD a G7. Stejně jako u ostatních vyspělých zemí kanadské ekonomice dominuje sektor služeb, který zaměstnává asi tři čtvrtiny Kanaďanů. Kanada je také mezi vyspělými zeměmi zvláští tím, že velkou roli hraje i primární sektor jako těžba dříví a ropy, které patří mezi nejdůležitější. Kanada také má značný výrobní sektor se sídlem v centralní Kanadě (Québec a Ontario), kde je důležitý automobilový a letecký průmysl. Tím, že má Kanada dlouhé pobřeží, má 8. největší rybářský průmysl a zpracování mořských produktů na světě. Kanada je i jedním ze světových vůdců zábavního softwarového průmyslu.